# Diamesa martae
Diamesa martae är en tvåvingeart som beskrevs av Kownacki 1980. Diamesa martae ingår i släktet Diamesa och familjen fjädermyggor. Inga underarter finns listade i Catalogue of Life.